# Melocactus ernestii
Espèce
Melocactus ernestii est une espèce de plante grasse de la famille des cactus.